# Otac
Otac è un comune della Moldavia situato nel distretto di Rezina di 667 abitanti al censimento del 2004